# John Kabeya Shikayi
John Kabeya Shikayi, est né le 19 avril 1976 à Kananga à l'ancienne province du Kasaï-Occidental, l'actuelle province du Kasaï-Central, est un homme politique congolais et l'actuel gouverneur de la province du Kasaï-Central, présenté comme candidat de l'Union pour la Démocratie et le Progrès Social (UDPS) à l'élection du gouverneur du Kasaï,.

## Biographie

### Gouverneure de la province du Kasaï-Central
Il a été élu, le 6 mai 2024, le nouveau gouverneur du Kasaï-Central, avec 22 voix contre 11 pour l’indépendant Pierrot Mutela Mukendi. Il a succédé à ce poste à Martin Kabuya Mulamba, qui a été déchu par motion de censure en juin 2020,,.

#### Controverse électorale
En novembre 2023, après l'attaque du cortège du candidat président de la dynamique Lamuka de Martin Fayulu, exige des enquêtes sérieuses sur l'audition du gouverneur du Kasaï-Central, d'où l'avocat conseil du candidat de Martin Fayulu et de la coalition Lamuka porte plainte contre John Kabeya Shikayi pour atteinte aux droits garantis aux particuliers et tentative de meurtre contre son client ,
John Kabeya est est accusé d'incitation à la haine tribale et la discrimination politico-ethnique. La plateforme Lamuka dénonce, aussi, l'intention de remettre en cause la libre circulation des candidats présidents de la République issus de l'opposition politique à des origines lointaines autres que les lubas dans la province du Kasaï.
D'après les observateurs, ce récent comportement des agresseurs de l'opposant découle du discours tenu au cours d'un meeting populaire tenu à Kananga par le gouverneur John Kabeya qui a déclaré que les candidats présidents de la République qui veulent avoir des voix devraient aller les chercher dans d'autres provinces car le Kasaï-Central est déjà réservé à un seul candidat Félix Tshisekedi,

## Gouvernement provincial Kabeya
Le 12 septembre 2023, la liste du gouvernement Kabeya est connue pour la province du Kasaï-Central, qui reconduit 9 ministres sur 10 que comptait son ancien gouvernement et remplace la ministre de la santé Rose Nkashama par Aimerance Kalubi KUSEKA. Les 10 ministres qui composent son gouvernement sont les suivants :
1. Ministre de l’Intérieur, Sécurité et Affaires Coutumières, Monsieur Antoine KALULAMBI MUAMBA ;
2. Ministre de la Justice, Droits Humains, Communication et Médias, Monsieur Emmanuel MUELA MUELA ;
3. Ministre des Infrastructures, Travaux Publics et Reconstruction, Aménagement du Territoire, Urbanisme et Habitat, Affaires Foncière et Relation avec le Parlement, Monsieur Willy WISHIYA BAKATUSHIPA ;
4. Ministre de l’agriculture. Environnement, Développement Durable, Transports et Voies de Communication, Monsieur Honoré MUTSHIPAYI BALOWE ;
5. Ministre de l’Economie, Finances, Industrie et Fonction Publique, Monsieur Jim MUKENGE MUKENGE ;
6. Ministre du Plan et Budget, Monsieur Stéphane MUANDA MALOMBO ;
7. Ministre de l’Enseignement Primaire, Secondaire et Technique et Formation Professionnelle et Affaires Sociales, Madame Marie Jeanne TUDIMUENE MUNDA ;
8. Ministre des Mines, Energie et Hydrocarbures, Monsieur Zacharie KAYEMBE BADIASE;
9. Ministre de la Santé, Hygiène Publique et Genre, Madame Aimerence KALUBI KUSEKA ;
10. Ministre de la Jeunesse, Sports, Nouvelle Citoyenneté, Tourisme, Culture et Arts, Monsieur Richard ILUNGA MUIPATAYI.